# Abaji (Nigeria)
Abaji est une ville et une zone de gouvernement local du Territoire de la Capitale Fédérale au Nigeria,. C'est aussi un royaume traditionnel, le royaume Abaji, dirigé par l'Ona d'Abaji.

## Source
- (en) Cet article est partiellement ou en totalité issu de l’article de Wikipédia en anglais intitulé « Abaji » (voir la liste des auteurs).